# 杰德·罗锐
傑德·卡爾森·羅銳（Jed Carlson Lowrie，1984年4月17日—）出生於俄勒岡州塞勒姆,是美國職棒大聯盟的游擊手，身高6英尺（183厘米），體重180英磅。目前為自由球員。

## 早期棒球生涯

### 大學時期
羅銳之前就讀於名校斯坦福大學。2004年他獲得了太平洋十大學聯會年度最佳球員的榮譽，並被美國棒球雜誌和運動週刊選入全美第一隊。之後2005年又被美國棒球和全國大學棒球作家協會評為全美季前第一隊。

### 小聯盟時期
2005年大聯盟選秀大會中，波士頓紅襪第一輪挑中了傑德·羅銳。
從2005年至2007年，羅銳在紅襪隊三個不同級別的小聯盟球隊效力。2007賽季，他入選了東方聯盟全明星陣容，並且獲得波特蘭海狗隊最有價值球員獎，波士頓紅襪小聯盟年度最佳進攻球員獎等榮譽。在2005年的後半段他升上了3A的波塔基特紅襪隊。

## 大聯盟生涯

### 2008年
由於麥克·洛威爾受傷進入傷病名單，2008年4月10日羅銳被叫上了大聯盟。4月15日，在他在大聯盟的處子秀中，羅銳三分打點幫助紅襪隊以5比3戰勝克裡夫蘭印地安人。5月10日打完客場對明尼蘇達雙城的比賽之後，羅銳被下放回小聯盟。
7月份時由於胡裡奧·盧戈受傷，羅銳再度回到大聯盟。在8月1日傑森·貝加盟紅襪隊的第一場比賽中，羅銳在12局下半打出再見安打，貝伊回到本壘得分，球隊也以2比1擊敗奧克蘭運動家。8月24日，羅銳賽季的第二支全壘打幫助紅襪6比5戰勝對手 。這個賽季的常規賽羅銳出賽81場，打擊率2成58，並有46分打點入帳。
10月6日對洛杉磯天使的美聯分區賽第四場中，羅銳打出了再見安打，幫助紅襪淘汰對手。而在美聯冠軍賽第七場的九局下半，羅銳上場代打，他打出了二壘方向的滾地球也成為了這個系列賽最後一個出局數。

### 2009年至今
從2009年開始羅銳一直受到傷病的困擾。他在2009年開季僅打了5場比賽後就進入傷病名單，之後他做了左手腕關節韌帶修復以及尺骨莖突切除手術。直到7月18日才重回大聯盟，但8月8日又再次進入傷病名單。經過治療後，羅銳在9月8日重新回到球隊當中。這個賽季他一共只為球隊打了32場比賽。
2010年羅銳被檢查出患有感染性單核血球病。7月21日在對奧克蘭運動家的比賽中，羅銳完成了他這個賽季的首次亮相。
2012年奧克蘭運動家隊5日與「剛搬來」的休士頓太空人隊達成「3換2」的協議，持續補強內野和投手戰力。Chris Carter、右投Brad Peacock和小聯盟捕手麥克斯·史塔西，球隊將可獲得太空人游擊手Jed Lowrie和右投Fernando Rodriguez。

### 退休
現年 38 歲內野手罗锐(Jed Lowrie)宣布結束 14 年大聯盟生涯。

## 外部連結
- 球員資訊和成績在MLB，ESPN，Baseball-Reference，Fangraphs，The Baseball Cube，Baseball-Reference (Minors)（英文）
- 美國棒球雜誌國際聯盟新秀前20名 （页面存档备份，存于）
- Boston Red Sox prospects （页面存档备份，存于）
- 小聯盟時期數據